# Angelo Kelly

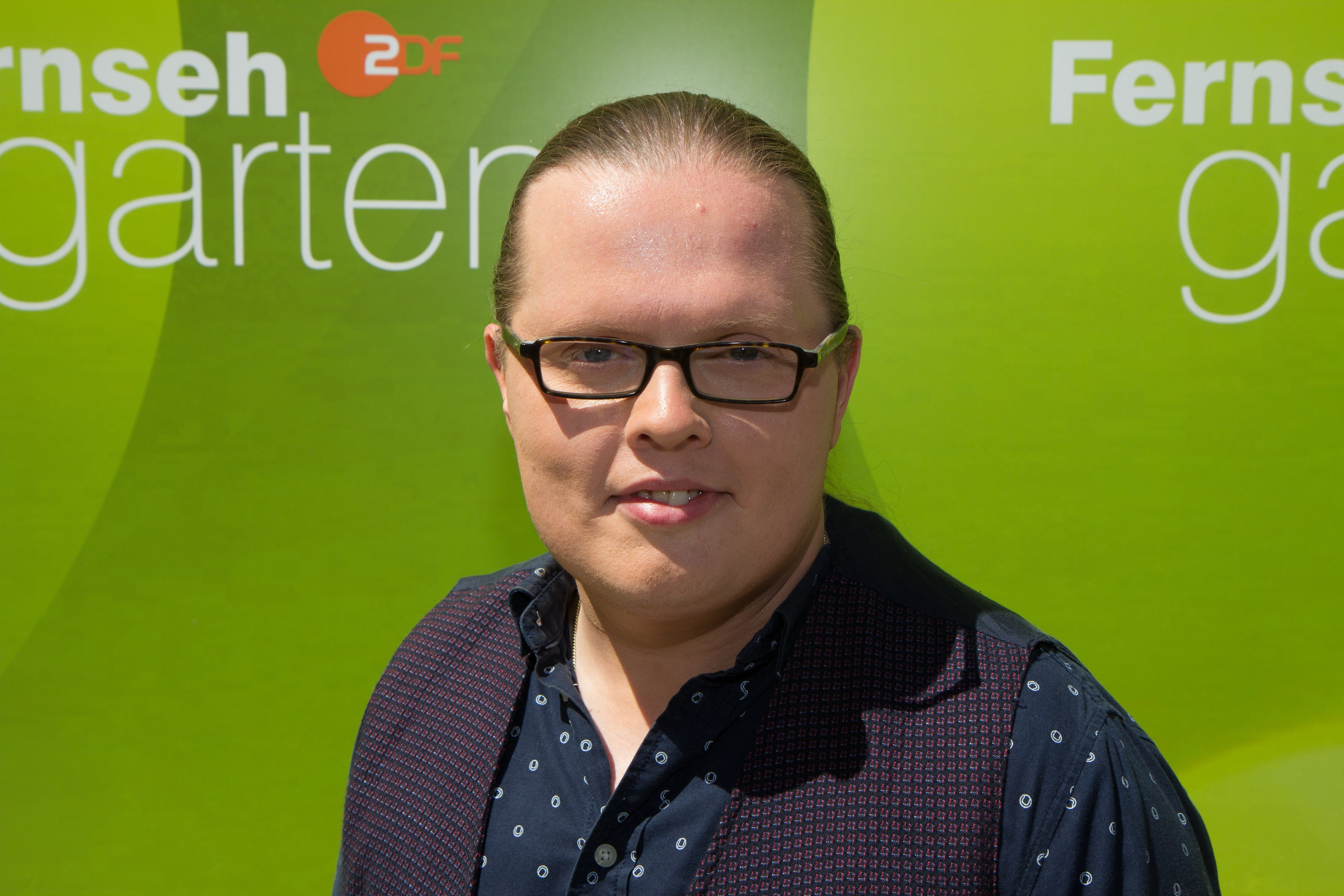
Angelo Kelly (2018)

Angelo Gabriele Kelly (* 23. Dezember 1981 in Pamplona, Spanien) ist ein irisch-US-amerikanischer Sänger, Musiker und Komponist. Bekannt wurde er vor allem als jüngstes Mitglied der mit zahlreichen Musikpreisen ausgezeichneten Pop- und Folkband The Kelly Family, die ab Mitte der 1990er Jahre mit mehr als 20 Millionen verkauften Tonträgern zu den kommerziell erfolgreichsten Interpreten in Europa gehörte. Gemeinsam mit seinem Bruder Paddy stand er als Idol junger Mädchen im Blickpunkt des öffentlichen Interesses. Mit dem von ihm komponierten Song I Can’t Help Myself erzielte die Kelly Family ihren ersten Nummer-1-Hit in Deutschland und zugleich den erfolgreichsten Titel ihrer bisherigen Karriere. 2006 publizierte Angelo Kelly sein Solodebüt I’m Ready. Seitdem ist er als Solokünstler aktiv.

## Biografie

### Musikalische Karriere mit der Kelly Family
Angelo Kelly wurde als dreizehntes Kind des US-amerikanischen Lehrers Daniel Jerome Kelly und als achtes Kind der US-amerikanischen Tänzerin Barbara Ann in Pamplona geboren. Er hat fünf Halbgeschwister und sieben Vollgeschwister. Im Rahmen der Schwangerenvorsorge wurde bei seiner Mutter Brustkrebs im fortgeschrittenen Stadium diagnostiziert. Um den ungeborenen Sohn nicht zu gefährden, lehnte sie eine Chemotherapie ab. Nach ihrem Tod im November 1982 blieb der zu dieser Zeit alkoholkranke Vater alleinerziehend, die Familie lebte in bescheidenen Verhältnissen. Von frühester Kindheit an reiste Angelo Kelly mit seiner Familie als Straßenmusiker durch Europa und die USA und bestritt mit zunehmendem Alter mehrere Konzerte täglich. Seine ersten Gesangspassagen übernahm er auf der 1985 erschienenen Vinyl-Single Hiroshima – I’m Sorry, seinen ersten Song Pee-Pee aus dem Album Keep On Singing (1989) schrieb er im Alter von sieben Jahren. Mit dem einfachen Song Pee-Pee verarbeitete Angelo Kelly damals sein Kindheitsproblem, sich regelmäßig nachts im Schlaf eingenässt zu haben. Mit acht Jahren komponierte Angelo Kelly den Song Stranger, in dessen Text er sich vorstellte, ein Cowboy zu sein, der zum Sheriff ernannt wird. Im Rahmen der Straßenkonzerte spielte Angelo Kelly zunächst Gitarre und Perkussionsinstrumente, zu seinen Lehrern gehörte unter anderem der indonesische Percussionist Nippy Noya. Um 1993 konzentrierte sich sein Interesse zunehmend auf das Schlagzeug; ab seinem 14. Lebensjahr war er Meisterschüler des panamaischen Jazz-Schlagzeugers Billy Cobham, was sein Interesse an Jazz weckte. Darüber hinaus prägten ihn künstlerisch Jazz-Schlagzeuger wie Gene Krupa, Philly Joe Jones, Max Roach, Tony Williams, Elvin Jones, Steve Gadd und Jim Keltner sowie Beatles-Drummer Ringo Starr. Deshalb versteht sich Angelo Kelly persönlich hauptsächlich als Schlagzeuger, weniger als Gitarrist. In seiner Jugend, in der Kelly mit Vorliebe den damals zeitgenössischen Grunge-Rock von Pearl Jam und Nirvana hörte, hatte ihn überdies das Schlagzeugspiel von Lars Ulrich von Metallica inspiriert. In Bezug auf das Genre Jazz ist Kelly ein leidenschaftlicher Sammler von Schallplatten von Labels wie Blue Note Records, Impulse! Records, ECM Records und Incus Records.
Mit ihrem Album Over the Hump und der daraus ausgekoppelten Single An Angel erzielte die Kelly Family 1994 ihren kommerziellen Durchbruch und polarisierte fortan die Öffentlichkeit. Der damals 12-jährige Angelo und sein 16-jähriger Bruder Paddy stiegen zu Teeniestars auf und rückten als Leadsänger zugleich in den Fokus von Kritikern und Gegnern. Über mehrere Jahre war es Angelo Kelly nicht möglich, sich ohne Sicherheitskräfte in der Öffentlichkeit zu bewegen.
Wie seine Geschwister wurde er von seinem Vater unterrichtet und besuchte keine konventionelle Schule. Obwohl die Kelly Family bereits seit mehreren Jahren ihren Wohnsitz in Deutschland unterhielt, beabsichtigte der damalige Regierungspräsident des Regierungsbezirks Köln Franz-Josef Antwerpes erst im März 1996, Angelo Kelly zum Besuch einer öffentlichen Schule zu zwingen. Seine Behörde hatte im Februar desselben Jahres jedoch bereits schriftlich mitgeteilt, sich mit der „vorzeitigen Beendigung der Schulpflicht einverstanden“ zu erklären.
Angelo Kellys optisch charakteristisches Merkmal war sein hüftlanges hellblondes Haar, das für Auftritte zeitweise mit Papilloten aufgedreht wurde. Aufgrund der so erzeugten Locken und der knabenhaften Stimme wurde er in den Medien häufig als „engelsgleich“ bezeichnet. Im Alter von 13 Jahren komponierte Angelo Kelly den Titel I Can’t Help Myself, der im Sommer 1996 in zehn Ländern die Spitzenposition der Charts erreichte, darunter in Deutschland, der Schweiz und den Niederlanden. Es war zugleich der erste Song, den er nach seinem Stimmwechsel als Leadsänger interpretierte. Weitere Erfolge verzeichnete er mit dem Titel Because It’s Love, der im September 1997 auf Platz 3 der deutschen Charts einstieg, und der Single I Will Be Your Bride, die genau ein Jahr später Position 14 erreichte. Angelo Kelly erklärte, er habe diese drei Titel sowie das Lied Once in a While aus dem Album Over the Hump für seine spätere Ehefrau Kira komponiert. Er lernte Kira Harms, die Tochter des Rostocker Kommunalpolitikers Detlev Harms, Ende 1990 in Rostock-Warnemünde kennen. Seit 1998 sind sie ein Paar und heirateten im Jahr 2005. Sie haben fünf gemeinsame Kinder (Stand: 2020).
Seinen vorerst letzten Auftritt mit der Kelly Family bestritt Angelo Kelly im Rahmen der Kirchentournee 2007. Ab 2017 trat er wieder gemeinsam mit fünf bis sechs seiner Geschwister in der Gruppe The Kelly Family auf. Am 14. Mai 2020 gab er bekannt, wegen des zu hohen Arbeitspensums an keinen weiteren Konzerten der Kelly Family teilzunehmen.

### Solokarriere

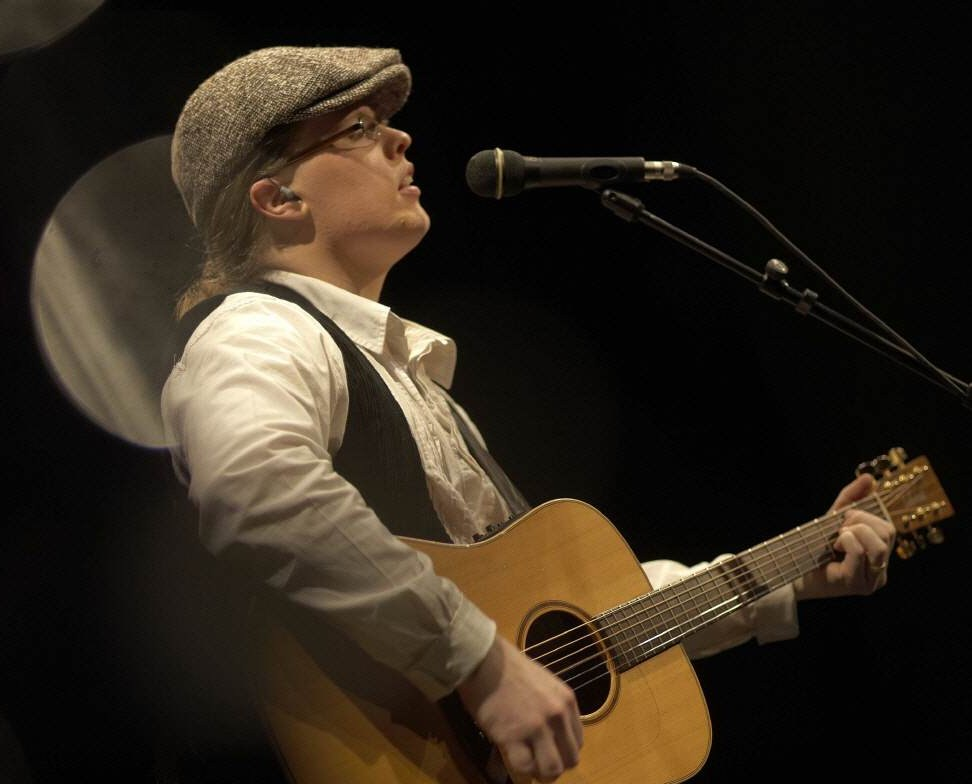
Angelo Kelly (2009)

Gemeinsam mit Billy Cobham brachte Angelo Kelly im April 2004 die DVD Call and Response heraus, die unter anderem Schlagzeugsoli der beiden Musiker umfasst. Ab September 2004 war er zudem als Gastdozent an einer Schlagzeugfachschule in Düsseldorf tätig. 2006 gründete Angelo Kelly sein eigenes Label TEN 4 ONE. Im Juli desselben Jahres veröffentlichte er sein Solodebütalbum I’m Ready, das von Edel vertrieben wurde und Platz 54 in den deutschen Charts erzielte. Claus Fischer fungierte als Co-Produzent. Auf dem 2006 bei Sony BMG erschienenen Musical-Soundtrack POE – Pech und Schwefel von Frank Nimsgern und Heinz Rudolf Kunze war Kelly als Schlagzeuger beteiligt. Es folgten mehrere Soloalben, Singles und DVDs, die häufig im Rahmen europaweiter Tourneen live aufgenommen wurden. 2008 nahm Angelo Kelly die Herausforderung der Sendung stern TV an, ohne eigene finanzielle Mittel und ohne Zuhilfenahme von Flügen die 1400 Kilometer lange Strecke von Pamplona nach Köln in der kürzestmöglichen Zeit zu bewältigen. Das notwendige Geld für Unterkunft, Verpflegung und Transport durfte er ausschließlich als Straßenmusiker mit Stimme und Gitarre verdienen. Er erreichte das Ziel nach fünf Tagen.
Veranlasst durch Erinnerungen an den alternativen Lebensstil seiner Kindheit, reiste Angelo Kelly ab März 2010, mit seiner Frau und den bis dato vier gemeinsamen Kindern, in einem 20 Jahre alten Mercedes-Bus durch Europa. Über einen Zeitraum von fünf Monaten ließ er sich dabei von einem Dokumentarfilmer begleiten. Ebenso wie sein 2012 erschienenes Album trägt die aus den Filmaufnahmen entstandene DVD den Titel Off Road. Nachdem er seinem Wunsch entsprechend zunächst auf der Straße musizierte, verlegte er seine Auftritte 2012 erneut in Theatersäle. Auf den Konzerten wird er von seiner Frau und seinen Kindern musikalisch unterstützt.
2013 zog Kelly samt seiner Familie nach Irland. Ende 2014 ging er auf Mixtape-Tour. Hierbei wurde er von seinem langjährigen Freund und Musiker Matthias Krauss auf der Bühne unterstützt. Er coverte bzw. interpretierte auf dieser Tour ausschließlich Stücke anderer Künstler wie Miley Cyrus, Bruce Springsteen, Aerosmith, One Direction, Philipp Poisel, Oasis, The Black Eyed Peas usw. Es entstanden zwei weitere Livealben Mixtape I und Mixtape II. 2015 kehrte Angelo mit seiner eigenen Familie zurück auf die Bühnen mit seinem Programm Irish Christmas. Erstmals ging er auch privat den Weg in die Öffentlichkeit mit seiner Frau und Kindern. Beim Auswandern nach Irland wurden Angelo Kelly und seine Familie von der Vox-Sendung Goodbye Deutschland begleitet. 2017 war Angelo in der Jury bei It takes 2, ziemlich genau ein Jahr später im Januar 2018 wurde er als Promi Undercover Boss unter dem Pseudonym Matthew Bradley ausgestrahlt.
2019 war er als Gastmusiker am MTV Unplugged der deutschen Band Santiano beteiligt. Er sang zusammen mit dem Santiano-Fiddler Pete Sage, der früher Roadie bei der Kelly Family gewesen war, die Lieder Land Of Green und Drums And Guns – Johnny I Hardly Knew Ya.
Kelly nahm 2020 an der zweiten Staffel der ProSieben-Sendung The Masked Singer teil. Am 24. März 2020 wurde er als Kakerlake demaskiert bzw. enthüllt, nachdem er die Show auf eigenen Wunsch verlassen hatte. Er war nicht mehr live in der Show dabei. Kelly trat in zwei Live-Shows auf und schied als dritter Teilnehmer aus.
Nachdem er wegen der in der Corona-Krise verfügten Reisebeschränkungen alle TV-Produktionen in Deutschland abgesagt hatte, um bei seiner Familie in Irland zu bleiben, wurde vorab der Song Stay With Me, der von seiner Frau Kira geschrieben wurde, aus dem Album Coming Home veröffentlicht.
2022 war wieder von mehr Auftritten geprägt u.a im ZDF-Morgenmagazin. Nach mehreren veröffentlichten Singles im Lauf des Jahres erschien am 16. Dezember 2022 das Album The Last Show (Live).

### Liveband (Angelo und Kira Kelly mit ihren Kindern)
- Angelo Kelly (* 23. Dezember 1981; voc, g, keyb, dr, perc)
- Kira Kelly (* 7. Oktober 1978 als Kira Harms; voc, keyb, perc)
- Gabriel Jerome Kelly (* 3. Juli 2001; voc, keyb, dr, perc)
- Helen Josephine Kelly (* 5. November 2002; voc, b, perc)
- Emma Maria Kelly (* 6. März 2006; voc, perc)
- Joseph Ewan Gregory Walter Kelly (* 23. November 2010; voc, perc)
- William Emanuel Kelly (* 17. Juli 2015)

## Diskografie

### Studioalben
| Jahr | Titel                     | Höchstplatzierung, Gesamtwochen, AuszeichnungChartplatzierungen (Jahr, Titel, Platzierungen, Wochen, Auszeichnungen, Anmerkungen) | Höchstplatzierung, Gesamtwochen, AuszeichnungChartplatzierungen (Jahr, Titel, Platzierungen, Wochen, Auszeichnungen, Anmerkungen) | Höchstplatzierung, Gesamtwochen, AuszeichnungChartplatzierungen (Jahr, Titel, Platzierungen, Wochen, Auszeichnungen, Anmerkungen) | Anmerkungen                                                       |
| Jahr | Titel                     | DE | AT | CH | Anmerkungen                                                       |
| ---- | ------------------------- | --- | --- | --- | ----------------------------------------------------------------- |
| 2006 | I’m Ready                 | DE54 (1 Wo.)DE | — | — | Erstveröffentlichung: 7. Juli 2006                                |
| 2007 | Rejoice and Be Glad       | — | — | — | Erstveröffentlichung: 11. Mai 2007                                |
| 2008 | Lost Sons                 | — | — | — | Erstveröffentlichung: 28. März 2008                               |
| 2012 | Off Road                  | — | — | — | Erstveröffentlichung: 15. März 2012                               |
| 2014 | Welcome Home              | — | — | — | Erstveröffentlichung: 24. April 2014 als Angelo Kelly & Family    |
| 2015 | Irish Christmas           | DE19 (9 Wo.)DE | — | CH93 (2 Wo.)CH | Erstveröffentlichung: 6. November 2015 als Angelo Kelly & Family  |
| 2018 | Irish Heart               | DE2 Gold · (35 Wo.)DE | AT5 (13 Wo.)AT | CH4 (20 Wo.)CH | Erstveröffentlichung: 25. Mai 2018 als Angelo Kelly & Family      |
| 2020 | Coming Home               | DE2 Gold · (20 Wo.)DE | AT2 (12 Wo.)AT | CH2 (19 Wo.)CH | Erstveröffentlichung: 22. Mai 2020 als Angelo Kelly & Family      |
| 2020 | Coming Home for Christmas | DE21 (5 Wo.)DE | AT75 (1 Wo.)AT | CH50 (4 Wo.)CH | Erstveröffentlichung: 27. November 2020 als Angelo Kelly & Family |
| 2023 | Grace                     | DE6 (3 Wo.)DE | AT21 (1 Wo.)AT | CH7 (3 Wo.)CH | Erstveröffentlichung: 17. Februar 2023                            |

### Livealben
| Jahr | Titel                | Höchstplatzierung, Gesamtwochen, AuszeichnungChartplatzierungen (Jahr, Titel, Platzierungen, Wochen, Auszeichnungen, Anmerkungen) | Höchstplatzierung, Gesamtwochen, AuszeichnungChartplatzierungen (Jahr, Titel, Platzierungen, Wochen, Auszeichnungen, Anmerkungen) | Höchstplatzierung, Gesamtwochen, AuszeichnungChartplatzierungen (Jahr, Titel, Platzierungen, Wochen, Auszeichnungen, Anmerkungen) | Anmerkungen                                                       |
| Jahr | Titel                | DE | AT | CH | Anmerkungen                                                       |
| ---- | -------------------- | --- | --- | --- | ----------------------------------------------------------------- |
| 2018 | Mixtape Live         | DE79 (1 Wo.)DE | — | — | Erstveröffentlichung: 7. September 2018 erst 2023 in den Charts   |
| 2022 | The Last Show (Live) | DE5 (2 Wo.)DE | AT62 (1 Wo.)AT | CH26 (1 Wo.)CH | Erstveröffentlichung: 16. Dezember 2022 als Angelo Kelly & Family |
| 2023 | Mixtape Live Vol. 3  | DE8 (1 Wo.)DE | — | — | Erstveröffentlichung: 28. Juli 2023                               |
| 2023 | Mixtape Live Vol. 2  | DE73 (1 Wo.)DE | — | — | Erstveröffentlichung: 27. Oktober 2023                            |

Weitere Livealben
- 2008: Up Close
- 2008: Live in Madrid
- 2009: The Traveller – Live in Warsaw
- 2009: The Traveller
- 2012: Off Road Live
- 2012: Off Road Live 2
- 2012: Off Road the Christmas Show
- 2014: Live in Berlin
- 2015: MixTape Live Vol. 2
- 2018: Irish Heart Live

### Kompilationen
| Jahr | Titel    | Höchstplatzierung, Gesamtwochen, AuszeichnungChartsChartplatzierungen (Jahr, Titel, Platzierungen, Wochen, Auszeichnungen, Anmerkungen) | Anmerkungen                       |
| Jahr | Titel    | DE | Anmerkungen                       |
| ---- | -------- | --- | --------------------------------- |
| 2016 | 10 Years | DE38 (3 Wo.)DE | Erstveröffentlichung: 6. Mai 2016 |

### Singles
- 2006: Finally One
- 2007: Let Me Dream
- 2008: Smile for the Picture
- 2012: Slow Down
- 2018: Irish Heart
- 2020: Stay with me
- 2022: The Galway Girl
- 2022: Let Go (Live)
- 2022: Country Roads (Live)
- 2022: Mary Did You Know (Live)
- 2022: Go Tell It on the Mountain (Live)

### Videoalben
- 2004: Call & Response (mit Billy Cobham)
- 2006: Piano Drums
- 2007: I’m Ready
- 2008: Up Close
- 2009: Live in Madrid
- 2009: The Traveller
- 2012: Off Road – Dokumentarfilm
- 2012: Off Road – Live in Stuttgart
- 2014: Angelo Kelly & Family Live in Berlin
- 2018: Irish Heart – Live

## Filmografie (Auswahl)
- 2018: Klassentreffen 1.0

## Auszeichnungen
- Goldene Henne
  - 2018: in der Kategorie Musik